# Zeyne
Zein Sajdi (en árabe: زين ساجدي‎; nacida el 16 de diciembre de 1997), conocida como Zeyne, es una cantante, compositora, música y productora palestino-jordana.

## Primeros años de vida y educación
Sajdi nació y creció en Amán (Jordania), la menor de una familia palestino-jordana (sus abuelos eran de Nablus) apasionada por la música y el baile. Su padre es coleccionista de discos, su madre es cantante aficionada y dirigió un grupo de dabke durante más de veinte años, y su hermana mayor, Lina, es pianista. A los cinco años se unió a un grupo de dabke, a los seis empezó a recibir clases de piano de un profesor ruso y unos años más tarde una profesora japonesa la introdujo en el canto clásico
Estudió Comunicación Audiovisual y Sociología en la Universidad de Sussex, en Brighton.

## Carrera profesional
Tras graduarse en 2020, Sajdi regresó brevemente a Amán para preparar su traslado a Londres, donde había aceptado una oferta de trabajo en una empresa de relaciones públicas. Sin embargo, debido a la pandemia de COVID-19, no pudo viajar fuera del país, y abrió una cuenta de Instagram en la que publicaba canciones versionadas. La página obtuvo numerosos seguidores en poco tiempo y, tras unirse al Colectivo de Artistas Femeninas Jordanas, Sajdi fue invitada al Festival de Jazz de Amán. Conoció a la artista musical Hana Malhas y al productor Nasir Al Bashir y, poco después, los fundadores de Keife Records le ofrecieron un contrato discográfico
Animada por Al Bashir, empezó a componer sus propias canciones. Su primer sencillo, «Minni Ana», con letras en inglés y árabe, se publicó en marzo de 2021, seguido poco después por «Nostalgia». Tras publicar su sencillo «Atoul», Sajdi colaboró con el artista palestino Saint Levant en el sencillo «Balak», de julio de 2022. Sajdi también ha compuesto música para otros artistas, como «Min Gheirik Inti» para el primer EP de Issam Alnajjar en 2023, Waray, y otras canciones para Elyanna y Massari En el mismo periodo, lanzó el sencillo «Ana Wein», coescrito con Al Bashir y Lina Makoul
En octubre de 2023, en respuesta al genocidio en Gaza, 25 artistas de Oriente Medio y el norte de África, entre ellos Sajdi, colaboraron en el sencillo benéfico «Rajieen». Sajdi lanzó entonces la canción de amor «Ma Bansak» en febrero de 2024 antes de escribir «Bali», publicada en junio de 2024, y que relata su estado mental durante la crisis humanitaria de Gaza.
En noviembre de 2024, Sajdi lanzó el doble sencillo «7arrir 3aqlak / Asli Ana». El segundo tema es una canción de R&B al ritmo de la danza folclórica tradicional levantina dabke; el vídeo musical que lo acompaña muestra a la propia Sajdi bailando junto a bailarines profesionales de dabke.

## Influencias
El estilo musical de Sajdi ha sido descrito como «ecléctico», ya que incorpora elementos de música árabe, jazz (incluido el jazz sudafricano), R&B, soul, hip-hop y música folclórica albanesa, además de inspirarse en la obra de artistas como Ziad Rahbani, Elias Rahbani, Fairuz, Lauryn Hill, H.E.R., Destiny's Child, Billie Eilish, Rosalía, Manal, Angèle o Dua Lipa, y del poeta palestino Mahmoud Darwish.